# Luteuthis
Luteuthis O'Shea, 1999 è un piccolo genere di polpi cirrati attualmente classificato nella famiglia Grimpoteuthidae. Questo genere comprende due specie: una proveniente dalle acque a ovest della Nuova Zelanda e l'altra dal Mar Cinese Meridionale.

## Descrizione
Le specie del genere Luteuthis si distinguono per diverse caratteristiche uniche. Il corpo è relativamente allungato, estremamente gelatinoso e privo di macchie areolari. Le pinne, posizionate lateralmente, sono sostenute da una conchiglia interna a forma di «W», le cui ali presentano margini arrotolati verso l'interno e terminano con estremità appuntite. Le braccia sono strette e collegate da una membrana semplice, senza un nodulo centrale che funga da punto di attacco della membrana. Le ventose presentano margini crenulati (attorno all'apertura) e sono affiancate da file di corti cirri, i quali sono lunghi circa la metà del diametro delle ventose. Le branchie hanno una struttura che ricorda una «mezza arancia» e sono formate da sette lamelle. Le specie di Luteuthis possiedono una radula ben sviluppata e denti palatini sui palpi che fiancheggiano la radula, mentre la ghiandola digestiva è bilobata. Come in altri polpi cirrati, la sacca dell'inchiostro è assente.
Il genere Luteuthis era inizialmente collocato in una famiglia separata, Luteuthidae (O'Shea, 1999), poiché la presenza della radula era considerata una caratteristica distintiva. Tuttavia, in seguito si è scoperto che anche le specie di Grimpoteuthis presentano spesso una radula, e i due generi condividono altre caratteristiche peculiari (ad esempio, i nervi ottici che formano un unico fascio su ciascun lato della testa). Dati molecolari hanno ulteriormente confermato che Luteuthis, Grimpoteuthis e Cryptoteuthis appartengono alla famiglia Grimpoteuthidae.

## Specie
Attualmente nel genere Luteuthis vengono classificate le seguenti due specie:
- Luteuthis dentatus O'Shea, 1999
- Luteuthis shuishi O'Shea & Lu, 2002